# Nico Hiltrop
Nico Hiltrop (Amsterdam, 18 april 1928 – Hilversum, 19 december 2008) was een Nederlandse televisieregisseur en schrijver.

## Loopbaan
Nico Hiltrop was vooral bekend van de televisieserie Kunt u mij de weg naar Hamelen vertellen, mijnheer?. Voor aanvang van de muzikale KRO-serie uit 1972 werkte Nico Hiltrop al jarenlang voor de Nederlandse televisie. Hij had destijds al naam gemaakt met shows met Ria Valk, Anneke Grönloh, De Baron van Münchhausen en Joop ter Heul.

## Televisieregisseur
- 1964-1967 - De Anneke Grönloh Show  (Personalityshows rondom Anneke Grönloh, KRO 5 seizoenen)
- 1970 - De Baron von Münchhausen (televisieserie)
- 1970 - Klassewerk (televisieserie)
- 1972 - 'n Zomerzotheid en Joop ter Heul (naar boeken van Cissy van Marxveldt)
- 1972 - Kunt u mij de weg naar Hamelen vertellen, mijnheer? (televisieserie; alleen eerste seizoen )
- 1976 - Pa Pinkelman en Tante Pollewop (televisieserie)
- 1978 - De Luchtbus (televisieserie)
- 1979 - De Boris en Bramshow (televisieserie)
- 1980 - De Poppenkraam (televisieserie)
- 1983 - Playback show (televisieshow)
- 1983 - Mini-playbackshow
- 1987 - Soundmixshow
- 1989 - Simon Winner (televisieserie)

## Auteur
- 1970 - De Baron von Münchhausen (televisieserie)
- 1976 - Pa Pinkelman en Tante Pollewop (televisieserie)
- 1978 - De Luchtbus (televisieserie)
- 1979 - De Boris en Bramshow (televisieserie)
- 1980 - De Poppenkraam (televisieserie)
- 1983 - Gods Gabbers (tv-musical)
- 1985 - De Poppenkraam: Het Geheim Van Hugo En Henriette (kinderboek)
- 1985 - De leeuw moet los (tv-musical)
- 1987 - Waar de ster bleef stille staan (tv-musical)
- 1989 - Simon Winner (televisieserie)
- 1997 - Een rare oom (kinderboek)